# Mont Pelerin Society

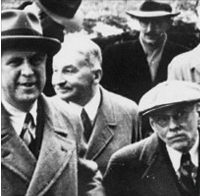
Der norwegische Wirtschaftswissenschaftler Trygve J. B. Hoff (links) und Ludwig von Mises (Mitte) bei der Mont Pelerin Society im Jahr 1947

Die Mont Pelerin Society [mɔ̃ pɛlˈʁɛ̃ səˈsaɪətɪ] (MPS) ist ein 1947 von Friedrich August von Hayek gegründeter Zusammenschluss von Akademikern, Geschäftsleuten und Journalisten, der das Ziel verfolgt, zukünftige Generationen von neoliberalen Ideen zu überzeugen. Sie fungiert als zentraler Knotenpunkt neoliberaler Netzwerke.

## Geschichte
Die Vereinigung wurde im April 1947 bei einem Treffen im ehemaligen «Hôtel du Parc» am Mont Pèlerin (bei Vevey am Genfersee, zwischen Lausanne und Montreux) in der Schweiz gegründet, zu dem Friedrich von Hayek 36 dem Liberalismus nahestehende Gelehrte – Wirtschaftswissenschaftler sowie einige Philosophen, Historiker und Politiker – eingeladen hatte. Ursprünglich hatte von Hayek den Historiker Lord Acton und den politischen Philosophen Alexis de Tocqueville als Namenspatrone vorgesehen. Beide stießen jedoch wegen ihrer Verbindung zur katholischen Konfession insbesondere auf Widerstand von Frank Knight, sodass schließlich der Ort des Treffens zum Namen der Gesellschaft wurde. Fünfzehn Teilnehmer dieses ersten Treffens waren bereits 1938 im Rahmen des Colloque Walter Lippmann zusammengetroffen. Hayeks Absicht war, über die Zukunft des Liberalismus nach dem Zweiten Weltkrieg zu diskutieren.
Unter den Teilnehmern der ersten Tagung vom 1. bis 10. April 1947 waren Maurice Allais, Walter Eucken, Milton Friedman, Friedrich August von Hayek, Frank Knight, Fritz Machlup, Ludwig von Mises, Karl Popper, Wilhelm Röpke und George Stigler. In der Mont Pèlerin Society übernahmen Albert Hunold und von Hayek die Führung. Hunold übernahm nach 1950 die Umgestaltung und Leitung des Schweizerischen Instituts für Auslandforschung (SIAF), während er zeitgleich als Generalsekretär und Vizepräsident der MPS agierte. Vom Institutssitz des SIAF aus verwaltete Hunold das Sekretariat der MPS. Verbindungen zwischen den beiden Organisationen wurden selbstverständlich, so dass in den Jahresberichten des Instituts die Beteiligung an MPS-Tagungen als zu den normalen Institutsfunktionen dazugehörig dargestellt wurde.
Popper unterschied sich insofern von den anderen, als er die von Hayek für die Mitglieder der Vereinigung geforderten „gemeinsamen Grundannahmen“ aufweichen wollte, um einer Meinungshomogenität unter den Mitgliedern entgegenzuwirken (Homogenität betrachtete er in seiner Philosophie als grundlegend problematisch) und um auf eine Aussöhnung zwischen Sozialisten und Liberalen hinzuwirken. Noch vor der Gründung und auch bei den ersten Treffen der MPS erhob er diese Forderung. Er schlug vor, dass auch einige Sozialisten oder dem Sozialismus nahestehende Mitglieder aufgenommen werden sollten; gleichzeitig beteuerte er, dass damit nicht die Betonung der Gefahren des Sozialismus für die „Freiheit“ aufgeweicht werden solle, sowie dass er selbst keine geeigneten Kandidaten für die Aufnahme in die Vereinigung kenne. Ob es an den fehlenden Kandidaten oder an der Haltung Hayeks lag – Poppers Forderung wurde nicht umgesetzt. Popper blieb bei seiner humanitären, gemeinwohl- statt marktorientierten Einstellung und betonte noch kurz vor seinem Tod, er halte es für Nonsens, das Prinzip freier Märkte zum Götzen zu erheben. Zitat: Es gibt ideologische Anbeter des sogenannten »freien Marktes«, dem wir natürlich sehr viel verdanken, die glauben, daß solche Gesetzgebungen, die die Freiheit des freien Marktes beschränken, gefährliche Schritte auf dem Weg in die Knechtschaft sind. Das ist aber wiederum ideologischer Unsinn.
Walter Eucken erklärte in einer Sitzung der MPS eine Währungsreform in Verbindung mit einer Freigabe der Preise zur Bedingung für einen wirtschaftlichen Aufschwung in Deutschland. In den 1950er und den 1960er Jahren kam es zu Auseinandersetzungen zwischen dem amerikanischen Flügel um von Hayek, von Mises und Milton Friedman einerseits und dem deutschen Flügel andererseits. Der vornehmlich von Rüstow, Röpke und Müller-Armack repräsentierte deutsche Flügel verteidigte die Soziale Marktwirtschaft gegen die vom amerikanischen Flügel präferierte „adjektivlose“ Marktwirtschaft und trat für eine aktivere, die ökonomischen Interessen einhegende Verantwortung des Staates im Rahmen einer umfassenden Sozial-, Vital- und Gesellschaftspolitik ein. Sie warfen dem amerikanischen Flügel Verrat an den eigentlichen Zielen des Neoliberalismus vor und betonten die Gefahren eines moralisch „abgestumpften und nackten Ökonomismus“. Mises schrieb Mitte der 1950er Jahre in einem Brief: I have more and more doubts whether it is possible to cooperate with Ordo-interventionism in the Mont Pelerin Society (übersetzt: „Ich habe wachsende Zweifel daran, dass es möglich ist, mit dem Ordo-Interventionismus in der Mont Pelerin Society zu kooperieren“). Die Auseinandersetzungen eskalierten in der „Hunold-Affäre“, in deren Folge Wilhelm Röpke und Alexander Rüstow aus der Gesellschaft austraten. Zur gleichen Zeit radikalisierte sich das neoliberale Denken. „Je weniger Staat, desto besser der Markt“, lautete das Credo der jüngeren Chicagoer Schule um Milton Friedman. Auch Hayek forderte inzwischen, dass der „Wettbewerb als Entdeckungsverfahren“ durch keine staatliche Intervention gestört werden dürfe. Der Neoliberalismus wandte sich wieder dem Laissez-faire zu.
Seit Gründung der MPS erhielten bislang (Stand 2014) acht MPS-Mitglieder den von der Schwedischen Reichsbank gestifteten Alfred-Nobel-Gedächtnispreis für Wirtschaftswissenschaften: von Hayek (1974), Friedman (1976), Stigler (1982), James M. Buchanan (1986), Allais (1988), Ronald Coase (1991), Gary Becker (1992) und Vernon Smith (2002). Nur der Letztgenannte (* 1927) lebt noch.
Amerikanische Teilnehmer waren beim Colloque Walter Lippmann deutlich in der Minderheit; dagegen stellten sie in der MPS von Anfang an etwa die Hälfte der Mitglieder.

## Rezeption und Kritik
Der Sozialforscher Bernhard Walpen bezeichnete 1999 in seinem Buch Die offenen Feinde und ihre Gesellschaft. Eine hegemoniekritische Studie zur Mont Pelerin Society diese als „ein hegemoniales Projekt“. Das weitgesteckte Ziel der MPS bestehe nach Hayek darin, zur Durchsetzung des Liberalismus als dominantem Prinzip sozialer Organisation beizutragen. Hierzu sei es nötig, eine „konsequente Weltanschauung“ (Hayek) des Liberalismus zu entwickeln. MPS-Mitglied Detmar Doering kritisierte in der FAZ die Analyse aus Sicht eines dogmatischen Marxismus als unzulänglich und unvollständig, nennt das Buch aber faktenreich. Friedrich August von Hayek ging davon aus, dass auch in einer Demokratie politische Entscheidungen nur entfernt über Wahlen getroffen würden. Die Richtung sei durch die dominierenden intellektuellen Strömungen vorgegeben, die ihre Öffentlichkeitswirksamkeit etwa über Journalisten und Lehrer aufbauen könnten. Die Produzenten der Theorien seien die „Original Thinkers“, während die „Second Hand Dealers“ die Ergebnisse der Ideologieproduktion in der Gesellschaft wirksam werden lassen könnten. Die Rolle der „Second Hand Dealers“ ordnete Hayek den Think-Tanks zu.
Die Zeithistoriker Anselm Doering-Manteuffel und Lutz Raphael bezeichneten 2008 die MPS zusammen mit dem Institute of Economic Affairs als den „Kern eines Netzwerks prononciert antisozialistischer und bisweilen radikal liberaler Wirtschafts- und Gesellschaftstheoretiker“. Diese Denkfabriken hätten nach 1970 als „einflußreiche Agenturen zur Verbreitung der marktradikalen Freiheitsideologie Hayeks“ und der ökonomischen Theorien Milton Friedmans agiert.
Anlässlich ihrer Tagung in Prag 2012 skizzierte der Politikwissenschaftler Jürgen Nordmann in der Frankfurter Allgemeinen Zeitung die Spannbreite ihrer politischen Verortung wie folgt: „Wer außer Insidern kennt schon die Mont Pelerin Society (MPS), die die einen für den Gral der Freiheit, die anderen für das ideologische Nordkorea des globalen Kapitalismus halten?“
Angus Burgin sah 2012 in der „Dominanz und [der] dogmatische[n] Wirkung“, mit der einige „radikalisierte“ Mitglieder ihren Einfluss auf die Politik ausgeübt hätten, den Grundstein für einen seiner Ansicht nach entfesselten Kapitalismus und die damit verbundenen Verwerfungen und Wirtschaftskrisen der jüngsten Vergangenheit. Die Gesellschaft habe sich von ihrem ursprünglichen Ziel entfernt, den Liberalismus angesichts des Scheiterns freier Märkte zu erneuern.
Stephan Schulmeister unterscheidet drei aus der MPS hervorgehende Schulen des Neoliberalismus: eine „österreichische“ (Hayek, von Mises und Machlup), eine „neoklassische“ (Universität Chicago) und eine „ordoliberale“ (begrenzt auf Deutschland).
Die Hörfunksendung ZeitZeichen hält fest, die Kritiker von Hayeks hielten ihm vor, „dass seine Vorstellung von ‚Marktwirtschaft‘ in der Praxis in ‚Machtwirtschaft‘ umschlägt.“
Die Kabarettsendung „Die Anstalt“ vom 7. November 2017 hatte die Vernetzung der Mont-Pelerin-Gesellschaft und deren Einfluss auf Wirtschaft und Gesellschaft zum Thema.

## Organisation
Seit 1949 trifft sich die Gesellschaft (üblicherweise) einmal jährlich. Neben den Haupttagungen gibt es regionale und außerordentliche Treffen von Mitgliedern. Die Mitgliederzahl liegt heute bei über 1000. Die Mont Pelerin Society hat im Gegensatz zu anderen Denkfabriken keine festen Angestellten; Publikationen liegen nicht vor.

### Präsidenten
- Friedrich August von Hayek (1947–1961)
- Wilhelm Röpke (1961–1962)
- John Jewkes (1962–1964)
- Friedrich A. Lutz (1964–1967)
- Bruno Leoni (1967–1967)
- Günter Schmölders (1968–1970)
- Milton Friedman (1970–1972)
- Arthur Shenfield (1972–1974)
- Gaston Leduc (1974–1976)
- George Stigler (1976–1978)
- Manuel Ayau (1978–1980)
- Chiaki Nishiyama (1980–1982)
- Ralph Harris, Baron Harris of High Cross (1982–1984)
- James M. Buchanan (1984–1986)
- Herbert Giersch (1986–1988)
- Antonio Martino (1988–1990)
- Gary Becker (1990–1992)
- Max Hartwell (1992–1994)
- Pascal Salin (1994–1996)
- Edwin Feulner (1996–1998)
- Ramon P. Diaz (1998–2000)
- Christian Watrin (2000–2002)
- Leonard Liggio (2002–2004)
- Victoria Curzon-Price (2004–2006)
- Greg Lindsay (2006–2008)
- Deepak Lal (2008–2010)
- Kenneth Minogue (2010–2012)
- Allan Meltzer (2012–2014)
- Pedro Schwartz (2014–2016)
- Peter J. Boettke (2016–2018)
- John B. Taylor (2018–2020)
- Linda Whetstone (2020–2021)
- Gabriel Calzada (2021–2024)
- Deirdre McCloskey (2024–)

### Mitglieder
- Kategorie heutiger und ehemaliger Mitglieder der Mont Pèlerin Society

## Vernetzung
Das vom MPS-Mitglied Antony Fisher 1981 gestiftete Atlas Network umfasst nach 35 Jahren 451 „free-market organizations“ in 95 Ländern.
Dieter Plehwe und Bernhard Walpen gaben 2004 eine Liste von 93 Denkfabriken in direkter Beziehung zu MPS-Mitgliedern an, wobei unter „direkter Beziehung“ verstanden wird, dass mindestens ein MPS-Mitglied in einer offiziellen Funktion tätig ist oder/und den Think-Tank (mit)gegründet hat. Für den deutschsprachigen Raum nannten sie:
Deutschland
- Aktionsgemeinschaft Soziale Marktwirtschaft
- Stiftung Marktwirtschaft
- Friedrich A. von Hayek-Gesellschaft
- Friedrich-Naumann-Stiftung
- Walter Eucken Institut

Schweiz
- Institut universitaire de hautes études internationales
- Liberales Institut
- Schweizerisches Institut für Auslandforschung

Österreich
- Friedrich A. v. Hayek Institut